# 波兰民族复兴
波兰民族复兴（波蘭語：Narodowe Odrodzenie Polski，缩写为NOP），是波兰的一个极右翼的极端民族主义政党，在华沙地区法院和国家选举委员会注册。在2015年的选举中，该党在波兰议会中没有席位。它是欧洲民族阵线的成员。

## 历史和政策
1981年11月10日，波兰民族复兴运动作为一个年轻人的民族主义讨论小组成立。该党于1989年加入基督教民族联盟，1990年2月退出。波兰民族复兴运动在1992年注册为一个政党。该党是唯一一个声称自己是国家激进组织“法拉加营”的继承者的极右翼组织。“法拉加营”是二战前成立的民族主义青年组织，1934年被取缔。